# (1764) Cogshall
(1764) Cogshall es un asteroide perteneciente al cinturón de asteroides descubierto por el equipo del Indiana Asteroid Program de la universidad de Indiana desde el observatorio Goethe Link de Brooklyn, Estados Unidos, el 7 de noviembre de 1953.

## Designación y nombre
Cogshall fue designado al principio como 1953 VM1.
Más adelante se nombró en honor del astrónomo estadounidense Wilbur A. Cogshall.

## Características orbitales
Cogshall está situado a una distancia media del Sol de 3,096 ua, pudiendo alejarse hasta 3,476 ua y acercarse hasta 2,716 ua. Su inclinación orbital es 2,232° y la excentricidad 0,1227. Emplea en completar una órbita alrededor del Sol 1990 días.